# 里林山
77°53′S 159°30′E / 77.883°S 159.500°E
里林山（英語：Mount Crean）是南極洲的山峰，位於維多利亞地，屬於拉什利山脈的一部分，海拔高度8,630米，是該山脈的最高點，以愛爾蘭的探險家命名。